# Classe Holland (sous-marin)
Pour les autres classes de navires du même nom, voir Classe Holland.
La classe Holland est la première classe de sous-marins moderne de la Royal Navy. Elle porte le nom de son inventeur John Philip Holland, développeur des premiers sous-marins militaires pour l'US Navy, la Royal Navy et la Marine impériale japonaise.

## Conception

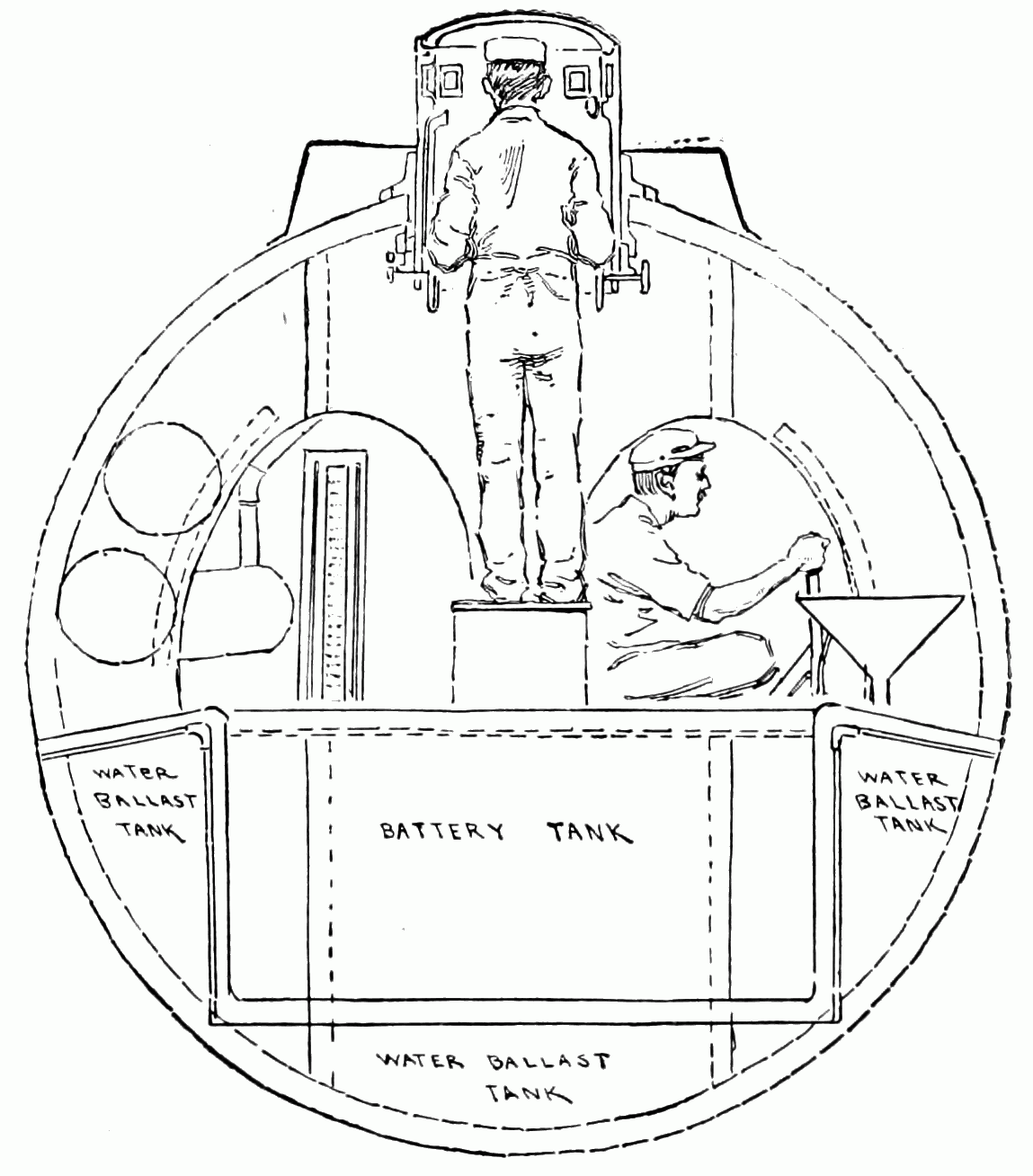
Classe Holland

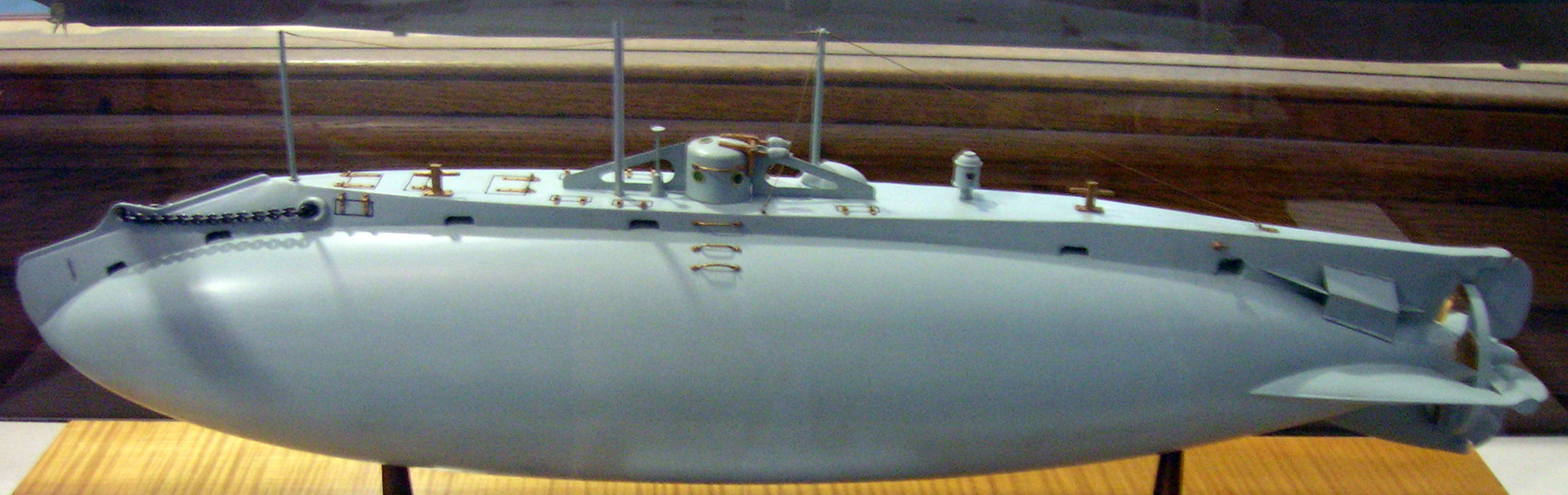
Maquette du sous-marin Holland n°1, premier sous-marin britannique.

Les cinq unités furent réalisées par le chantier naval Vickers à Barrow-in-Furness. Seules les trois premières furent conçues sous licence de la compagnie Holland Torpedo Boat Company / Electric Boat Company pendant les années 1901 à 1903. L'Amirauté de la Royal Navy espérait garder le secret sur la classe Holland, et très peu d'officiers supérieurs connaissaient même leur existence. Cela a conduit au mythe de l'Amirauté qui ne s'intéresse pas aux sous-marins. Au contraire, l'Amirauté était bien consciente du potentiel destructeur du sous-marin. Elle s'est donc abstenue de tout programme de développement de sous-marins afin d'éviter de provoquer des programmes similaires de la part de marines étrangères. Une fois que ces marines ont lancé de sérieux programmes de sous-marins, l'Amirauté n'a pas eu d'autre choix que de lancer les siens.

## Adoption du sous-marin
Le capitaine Henry Jackson, attaché naval britannique à Paris, avait été chargé de faire rapport sur les développements sous-marins en cours en France depuis plusieurs années. En 1898, il assiste aux essais du Goubet, un petit submersible de 11 tonnes conçu pour être transporté à bord d'un navire de guerre. En janvier 1899, il informe l'Amirauté des exercices avec le sous-marin expérimental de 270 tonnes Gustave Zédé qui avait été utilisé pour lancer une attaque de torpilles sur le cuirassé Magenta. Le Conseil de l'Amirauté a examiné s'il devait agir, mais a rejeté d'autres rapports selon lesquels les Français auraient commandé jusqu'à une douzaine de sous-marins, à la lumière d'autres rapports sur le procès suggérant que son issue avait été gérée par étapes pour des raisons politiques.
En janvier 1900, l'attaché naval de Washington, le capitaine Charles Ottley, a signalé que le gouvernement américain envisageait d'acheter un sous-marin conçu par John Holland et a fourni à l'Amirauté des rapports de l'US Navy sur les performances du sous-marin et un ensemble de plans. En février, le nouvel attaché de Paris a présenté d'autres rapports favorables sur les capacités du Gustave Zédé. Entre-temps, l'amiral Fisher, commandant de la flotte méditerranéenne, qui pourrait être appelée à combattre les Français, a demandé à l'Amirauté des instructions sur la meilleure défense contre les sous-marins et a suggéré l'utilisation de mines défensives. En mai, l'Amirauté a répondu en chargeant l'école de torpilles d'étudier les moyens de combattre les sous-marins, à la suite de quoi ils ont demandé un sous-marin pour faire des expériences, tandis que le même mois, des nouvelles sont arrivées confirmant l'achat par les États-Unis d'un sous-marin , l'USS Holland. Le premier Lord Walter Kerr et le contrôleur, le contre-amiral Arthur Knyvet-Wilson, étaient convaincus de la nécessité d'obtenir un sous-marin pour que la Royal Navy puisse étudier ses capacités et ses moyens de lutte contre les attaques de sous-marins.
Aucun chantier naval britannique n'ayant l'expérience de la construction de sous-marins, l'Amirauté a entamé des négociations avec la Holland Torpedo Boat Company et Vickers Ltd, qui était un important constructeur naval pour l'Amirauté. Il a été convenu que The Electric Boat Company (ayant acheté les droits aux Pays-Bas) accorderait à Vickers une licence pour la construction de sous-marins en Grande-Bretagne, et une commande a été passée pour cinq d'entre eux. Le Conseil de l'Amirauté considéra alors que les sous-marins pourraient également être utiles dans un rôle offensif, et pas seulement pour s'entraîner à la défense, et que si les essais des sous-marins étaient concluants, d'autres commandes seraient passées à Vickers.
Une élection générale en novembre 1900 a conduit au changement de Premier Lord de l'Amirauté de George Goschen par le Comte de Selborne. Le nouveau secrétaire parlementaire du conseil était Hugh Oakeley Arnold-Forster, qui, en tant que député d'arrière-ban, avait critiqué Goschen pour ne pas avoir adopté de sous-marins. Il découvrit alors que l'Amirauté le faisait en secret. Selborne s'inquiéta du fait que, malgré cela, l'Amirauté était à la traîne par rapport aux Français en matière de développement, et le premier sous-marin, dont le contrat fut finalement signé en décembre 1900, ne serait pas livré avant octobre 1901. Arnold-Forster proposa d'impliquer d'autres sociétés dans la construction de sous-marins, mais le Second Sea Lord, le vice-amiral Archibald Douglass, ainsi que Wilson s'y opposèrent, au motif qu'il était peu judicieux d'encourager le développement général du sous-marin, qui pourrait être plus profitable aux petites marines qu'à la Royal Navy. Wilson estimait que la portée limitée des sous-marins existants signifiait qu'ils ne pourraient opérer que dans les eaux françaises, alors que s'ils étaient développés davantage, ils pourraient devenir une arme pour menacer les ports d'attache britanniques. Il a reconnu le potentiel du sous-marin pour empêcher le commerce maritime, qui est essentiel à la survie d'une nation insulaire comme la Grande-Bretagne. Toutes les mesures possibles pour ralentir le développement des sous-marins devraient être prises pendant que la marine travaille sur les moyens de défense contre le sous-marin.
En l'occurrence, l'histoire selon laquelle Vickers construisait des sous-marins a été divulguée par un journal de Glasgow en février, et confirmée par l'Amirauté en mars. Arnold Forster continua à faire pression pour que d'autres sous-marins soient construits, considérant que la marine en avait besoin d'un grand nombre ou pas du tout, mais bien que Selborne fût enclin à être d'accord, les deux étaient opposés par les Sea Lords. Il a été convenu que seuls trois sous-marins par an seraient commandés, ce qui était le nombre minimum nécessaire pour que Vickers puisse continuer à disposer de son équipe de construction spécialisée. On savait que la conception française était techniquement supérieure aux sous-marins classe Holland commandés, mais l'Amirauté ne disposait pas à l'époque d'une meilleure conception.

## Poursuite du développement
La construction des sous-marins a pris plus de temps que prévu, le premier n'étant prêt pour un essai de plongée en mer que le 6 avril 1902. Bien que le modèle ait été acheté en totalité à la société américaine, le modèle utilisé, Fulton, était une version améliorée non testée du modèle hollandais original, utilisant un nouveau moteur à essence de 180 ch.
L'Amirauté a décidé de nommer un capitaine inspecteur des sous-marins pour superviser les travaux de développement, et le capitaine Reginald Bacon a été nommé en mai 1901. Bacon était un officier à l'esprit technique, expérimenté dans l'utilisation des torpilleurs de surface. Ses premières recommandations furent de noter que les sous-marins hollandais risquaient de ne pas être à la hauteur de la conception française actuelle et qu'ils ne pourraient pas fonctionner en surface autrement que par beau temps (les sous-marins n'avaient qu'une portée de 32 km sous l'eau). Il suggère donc de modifier les plans des bateaux quatre et cinq, qui n'ont pas encore été lancés, afin d'améliorer leur navigabilité. L'Amirauté estima que la compagnie hollandaise refuserait toute responsabilité pour les difficultés résultant de modifications non autorisées de la conception, mais accepta de commander un sous-marin d'une nouvelle conception, le A1.
Des expériences ont été menées en 1901 à l'école des torpilles pour tenter de faire exploser une torpille avec des charges sous-marines. En novembre 1902, le Holland 1 est enfin disponible pour des essais et est utilisée comme cible avec des charges explosives réelles. On a constaté que le sous-marin n'a pas été endommagé par l'explosion d'une charge de 91 kg à une distance de 73 m. Comme il n'y avait aucun moyen connu de localiser un sous-marin même avec cette précision, il a été conclu qu'il était effectivement impossible d'attaquer des sous-marins submergés. Les destroyers étaient eux-mêmes plus menacés par leurs propres charges expérimentales lancées depuis la poupe, mais en tout cas pas assez grosses pour porter plus de deux charges. Cependant, Bacon était beaucoup plus optimiste quant aux capacités offensives du sous-marin, concluant qu'un groupe de 3 à 5 sous-mari,s serait un obstacle insurmontable pour tout navire ennemi tentant d'opérer près d'un port où les sous-marins étaient basés.

## Service
Les sous-marins ont d'abord connu de graves problèmes de fiabilité, et une tentative de 1903 pour contourner l'île de Wight en surface a provoqué la panne de quatre des bateaux avant de parcourir beaucoup plus de 4 miles (6,4 km).
Utilisés essentiellement pour effectuer des tests de qualité, mais en octobre 1905, ils furent néanmoins envoyés vers la flotte russe qui avait coulé des navires de pêche britanniques lors de l'incident du Dogger Bank en octobre 1905. Les sous-marins Holland ont quitté le port pour attaquer la flotte. Ils ont été rappelés avant qu'un engagement ne puisse avoir lieu.

## Les sous-marins de classe Holland
Royal Navy :
- Holland 1 : lancé le 2 octobre 1901 en secret. Exposé comme National Historic Fleet au Royal Navy Submarine Museum de Gosport.
- Holland 2 : lancé en février 1902 et vendu en octobre 1913.
- Holland 3 : commandé le 1er août 1902, a sombré lors d'essais en 1911.
- Holland 4 : lancé le 23 mai 1902, a sombré en septembre 1912. Renfloué, il est coulé comme cible le 17 octobre 1914.
- Holland 5 : perdu en 1912 au large des côtes du Sussex, il est désormais un site d'épave protégé par le Protection of Wrecks Act de 1973 depuis le 4 janvier 2005.

United States Navy :
- Holland 6